# CP-154,526
CP-154,526 là một chất đối kháng mạnh và chọn lọc của thụ thể hormone giải phóng corticotropin 1 được phát triển bởi Pfizer.
CP-154.526 đang được điều tra để điều trị chứng nghiện rượu tiềm năng.